# Patrick Bateman
 Der er for få eller ingen kildehenvisninger i denne artikel, hvilket er et problem. Du kan hjælpe ved at angive troværdige kilder til de påstande, som fremføres i artiklen.

Patrick "Pat" Bateman er en fiktiv person, hovedpersonen og fortælleren i romanen American Psycho af Bret Easton Ellis. I år 2000 blev American Psycho filmatiseret, og her spillede Christian Bale hovedrollen som Patrick Bateman.

## Biografi
Patrick Bateman er et produkt af 80'erne og 90'ernes yuppie miljø og har en narcissistisk attitude. Han arbejder for det fiktive Wall Street-firma Pierce & Pierce, og bor på Upper West Side af Manhattan i New York. Hans lejlighed ligger i Gardens Building, hvor han bl.a. er nabo til Tom Cruise. Ved første optræden i bogen virker Bateman som en attraktiv, velplejet, og intelligent ung mand, men det går senere op for læseren at han også er en seriemorder som dræber både kollegaer, bekendtskaber, børn og prostituerede i vilde og vulgære drab som ofte også har seksuelle referencer. Hans handlinger inkluderer tortur, mord, og kannibalisme, alt sammen meget detaljeret beskrevet i bogen.

Bateman er fra en meget rig familie. Hans forældre har et hus på Long Island, og han nævner også på et tidspunkt et sommerhus som familien har i Newport. Hans lillebror Sean går på Camden College. Patrick Bateman selv blev student på Harvard University i 1984, gik 2 år derefter på Harvard Business School, før han flyttede til New York.
Batemans yndlingstøjmærker er Valentino Couture, Jean Paul Gaultier, Oliver People, Salvatore Ferragamo, Bottega Veneta og en række andre luksuriøse mærker. Han går ofte i skjorter med kontrast-flip og slips. 
Hans bedste ven er Timothy Price, som også er hans kollega hos P&P. Venskabet er overfladisk, selvom Bateman erkender, at Price er den eneste interessante person han kender. Timothy Price har et forhold til Batemans "såkaldte forlovet" Evelyn.